# Elementos maximal y minimal
En matemáticas, especialmente en teoría del orden, un elemento maximal de un conjunto parcialmente ordenado A es un elemento de A que no está por debajo (en el orden correspondiente) de ningún otro. Un elemento x ∈ A es maximal con respecto a la relación (≤) si no existe ningún elemento y ∈ A tal que:
x ≤ y
Análogamente, si la relación es del tipo (≥), entonces un elemento x ∈ A es maximal con respecto a la relación (≥) si no existe ningún elemento y ∈ A tal que:
y ≥ x
La definición de máximo es, como no podía ser de otra manera: m ∈ A es elemento máximo de A si cualquier otro elemento en A será menor o igual que m, es decir, si:
(∀ x ∈ A) : x ≤ m
El término elemento minimal se define de manera dual. En la figura, dado el conjunto A, los elementos d, h y l son maximales de A, los elementos a, h y k son minimales, los elementos maximal y minimal no tienen por qué ser únicos en el conjunto. Además, el elemento h de la figura es maximal y minimal al mismo tiempo.

## Definición
Sea (P, ≤) un conjunto parcialmente ordenado; m ∈ P es un elemento maximal de P si el único x ∈ P tal que m ≤ x es x = m.
La definición de elemento minimal se obtiene reemplazando ≤ por ≥.

## Propiedades
A primera vista parecería que m debería ser un elemento máximo, lo que no es siempre cierto: la definición de elemento maximal es algo más débil. De hecho, pueden existir elementos maximales sin que haya un máximo. La razón es que, en general, ≤ es sólo un orden parcial en P; si m es un maximal y p ∈ P, cabe la posibilidad de que ni p ≤ m ni m ≤ p, con lo que m no sería máximo. Esto permite, además, que haya más de un elemento maximal en un conjunto.
Sin embargo, si m ∈ P es maximal y P tiene un máximo, se cumplirá que máx(P) ≤ m; por definición de máximo se debe tener m ≤ máx(P) y por lo tanto m = máx(P); en otras palabras, un máximo, si existe, es también el único maximal.
No es difícil ver que si ≤ es un orden total en P, las nociones de máximo y maximal coinciden: sean m ∈ P un elemento maximal, y p ∈ P arbitrario; por la condición de orden total, o bien p ≤ m o bien m ≤ p; en el segundo caso se tendría p = m por definición de maximal, con lo cual p ≤ m, y por consiguiente, m = máx(P).
No siempre existen los elementos maximales, ni siquiera en el caso en que P esté totalmente ordenado.

## Ejemplos
- Sea P = [0, ∞) ⊆ R. Para todo m ∈ P se tiene x = m + 1 ∈ P pero m < x, con lo que ningún m puede ser maximal.
- Sea P = {q ∈ Q | 1 ≤ q² ≤ 2}; puesto que la raíz cuadrada de 2 no es racional, este conjunto no tiene elemento maximal.
- Sea A un conjunto con al menos dos elementos, y sea P = {{a} | a∈A}, parcialmente ordenado por inclusión. Todo elemento de P es a la vez maximal y minimal, y para cualesquiera {a}, {b} ∈ P distintos, ni {a} ⊆ {b}, ni {b} ⊆ {a} (con lo que no hay elemento máximo).
- Sea P = {(x,y) ∈ R | 0 ≤ x ≤ 4, 0 ≤ y ≤ 4}, tomando (a, b) ≤ (c, d) si a ≤ c y b ≤ d. Entonces P tiene un único elemento maximal, (4,4), que a la vez es máximo.